# Marta Kottová
Marta Kottová (rodným jménem Marta Lašová, 22. února 1929 – 18. června 2017) byla česká přeživší holokaust a předsedkyně Historické skupiny Osvětim. Jako dítě prošla koncentračním táborem Terezín, odkud byla s rodinou poslána do vyhlazovacího tábora Auschwitz-Birkenau (někdy též Osvětim-Březinka). Angažovala se v osvětě mládeže a své zkušenosti z dob druhé světové války se snažila předat současným generacím. V rámci této činnosti navštěvovala školy, vzpomínkové akce a usilovala o to, aby „memento holokaustu nikdy nevymizelo z naší paměti“.

## Biografie
Narodila se v Černovicích u Tábora, do židovské rodiny (obchodníka s textilem) Roberta a Gabriely Lašových (psáno též Laschových), a měla o šest let staršího bratra Viktora. V jejích třech letech se rodina přestěhovala do Prahy, kde byla později členkou skautského oddílu a Sokola. Pro svůj židovský původ byla spolu s rodinou po nástupu nacismu perzekvována a v důsledku protižidovských opatření tak musela například odevzdat svého psa Mikinu.
V prosinci 1941 byl bratr Viktor deportován do koncentračního tábora Terezín, kam byla nakonec v červnu 1942 deportována i jedenáctiletá Marta se svými rodiči. Z počátku pobývala s matkou v Hamburských kasárnách, avšak nakonec byla přesunuta do dětského domova L410. Během pobytu v Terezíně byl její bratr jedním ze 36 mužů, kteří byli vybráni, aby pohřbili mrtvé po vyhlazení Lidic. V září 1944 pak byla celá rodina deportována do vyhlazovacího tábora Auschwitz-Birkenau, kde předstoupila před selekci prováděnou Josefem Mengelem. Otec a matka byli posláni do plynové komory. Marta byla před Vánoci roku 1944 poslána přes koncentrační tábor Gross-Rosen do lágru v Mährensdorfu, kde zpracovávala v továrně len. Po osvobození se v květnu 1945 vrátila do Prahy, kde se shledala s bratrem Viktorem, který v dubnu téhož roku utekl.
V průběhu života se dvakrát vdala. Dne 27. ledna 1953 se jí (v den Mezinárodní památky obětí holocaustu) narodil syn Daniel, měla též tři vnoučata a dvě pravnoučata.
Aktivně se zapojovala do osvětových činností především pro mládež, zúčastňovala se pamětních akcí a přednášela na školách. Současným generacím se snažila předat svoji zkušenost z holokaustu. Za tuto svou činnost převzala 28. října 2008 medaili Za zásluhy o stát v oblasti výchovy a školství z rukou českého prezidenta Václava Klause. Krátce po své smrti jí byla in memoriam udělena Medaile města Liberec.